# Groupe de NGC 5806
Le groupe de NGC 5806 comprend au moins six galaxies situées dans la constellation de la Vierge. La distance moyenne entre ce groupe et la Voie lactée est d'environ 23,2 Mpc (∼75,7 millions d'al). 

## Membres
Le tableau ci-dessous liste les six galaxies du groupe indiquées dans l'article de A.M. Garcia paru en 1993.
Notons que quatre des galaxies du groupe de NGC 5806 font partie d'un groupe plus vaste décrit par Abraham Mahtessian dans un article publié en 1998, le groupe d'IC 1066. Il s'agit de NGC 5806, NGC 5838, NGC 5839 et NGC 5845. Comme on peut le constater, les regroupements varient d'un auteur à l'autre, car il n'y a pas de critères fixes pour construire ceux-ci. 
| Nom      | Class.      | Type                        | α (J2000.0)   | δ (J2000.0) | Vitesse radiale (km/s) | m    | Distance (Mpc) | Diamètre (kal) |
| -------- | ----------- | --------------------------- | ------------- | ----------- | ---------------------- | ---- | -------------- | -------------- |
| NGC 5806 | SBb?,       | Spirale barrée              | 15h 00m 00.4s | 01° 53′ 29″ | 1347 ± 2               | 11,7 | 22,8 ± 1,6     | 74             |
| NGC 5811 | SB(s)m?     | Spirale barrée magellanique | 15h 00m 26.9s | 01° 37′ 26″ | 1535 ± 6               | 14,1 | 25,6 ± 1,8     | 26             |
| NGC 5838 | SA0-1       | Lenticulaire                | 15h 05m 26.2s | 02° 05′ 58″ | 1252 ± 4               | 10,9 | 21,3 ± 1,5     | 70             |
| NGC 5839 | SAB0^0?(rs) | Lenticulaire                | 15h 05m 27.5s | 01° 38′ 05″ | 1220 ± 5               | 12,7 | 20,8 ± 1,5     | 35             |
| NGC 5845 | E?          | Elliptique                  | 15h 06m 00.8s | 01° 38′ 02″ | 1664 ± 3               | 12,5 | 27,4 ± 1,9     | 30             |
| UGC 9661 | SB(rs)dm    | Spirale barrée magellanique | 15h 02m 03.5s | 01° 50′ 29″ | 1243 ± 2               | 13,9 | 21,2 ± 1,5     | 32             |

Le site DeepskyLog permet de trouver aisément les constellations des galaxies mentionnées dans ce tableau ou si elles ne s'y trouvent pas, l'outil du site constellation permet de le faire à l'aide des coordonnées de la galaxie. Sauf indication contraire, les données proviennent du site NASA/IPAC.